# Chad en los Juegos Olímpicos de Tokio 1964
Chad estuvo representado en los Juegos Olímpicos de Tokio 1964 por dos deportistas masculinos que compitieron en atletismo.
El equipo olímpico chadiano no obtuvo ninguna medalla en estos Juegos.